# Basingstoke and Deane
Basingstoke and Deane – dystrykt w hrabstwie Hampshire w Anglii. W 2011 roku dystrykt liczył 167 799 mieszkańców.

## Miasta
- Basingstoke
- Tadley
- Whitchurch

## Inne miejscowości
Adbury, Aldern Bridge, Ashe Warren, Ashford Hill, Ashford Hill with Headley, Ashley Warren, Ashmansworth, Axford, Axmansford, Baughurst, Bishop’s Green, Bradley, Bramley, Brimpton Common, Broadmere, Brown Candover, Burghclere, Charter Alley, Chineham, Cliddesden, Cole Henley, Deane, Dummer, East Woodhay, Ecchinswell, Ellisfield, Ewhurst, Farleigh Wallop, Hannington, Hare Warren, Hartley Wespall, Headley, Heath End, Herriard, Highclere, Hurstbourne Priors, Ibworth, Kingsclere, Laverstoke, Litchfield, Little London, Lower Woodcott, Mapledurwell, Mapledurwell and Up Nately, Mortimer West End, Moundsmere, Newnham, Newtown, North Waltham, Oakley, Oakridge, Old Basing, Overton, Pamber, Pamber End, Pamber Green, Pamber Heath, Preston Candover, Quidhampton, Ramsdell, St Mary Bourne, Sherborne St John, Sherfield on Loddon, Silchester, Steventon, Tufton, Tunworth, Up Nately, Upton Grey, Viables, Weston Corbett, Weston Patrick, Winslade, Wolverton Common, Wolverton, Woolton Hill, Wootton St Lawrence.

## Współpraca
Miejscowość partnerska:
- Braine-l’Alleud, Belgia